# Lasiocercis nigrosignata
Lasiocercis nigrosignata là một loài bọ cánh cứng trong họ Cerambycidae.